# Joel Greenblatt
Joel Greenblatt (* 13. Dezember 1957 in Great Neck, Long Island, NY) ist ein US-amerikanischer Fondsmanager und Adjunct Professor an der Columbia University Graduate School of Business.

## Leben
Greenblatt studierte an der University of Pennsylvania und schloss sein Studium mit dem Bachelor of Science und dem Master of Business Administration ab. 1985 startete er den Hedgefonds Gotham Capital mit 7 Millionen Dollar. Er rief eine Website ins Leben, auf der Investoren ihre Anlageideen bewerten lassen konnten. Über die Website werden jede Woche 5000 Dollar Preisgeld für die beste Idee vergeben. In seinem Buch Die Börsen-Zauberformel stellt er seine Investmentstrategie dar, die er Magic Formula Investing nennt. Dabei filtert er die besten Aktien durch die zwei Kennzahlen Kapitalrendite (englisch: RoIC, Return on Invested Capital), und Gewinnrendite (Reziproke des KGV bzw. 1/KGV) heraus.
Von 1994 bis 1995 war Greenblatt Aufsichtsratsvorsitzender des Rüstungskonzerns Alliant Techsystems, dessen Aufsichtsrat er weiter bis 2000 angehörte. Später betätigte er sich auch philanthropisch, zum Beispiel bei der Förderung von Schülern in benachteiligten Wohngegenden New Yorks.